# Conferência da Paz de Genebra (2016)
As negociações de paz em Genebra sobre a Síria, Conferência da Paz de Genebra, também conhecidas como Genebra III, destinadas a negociações de paz entre o governo sírio e a oposição sob os auspícios da ONU. Embora formalmente iniciado em 1 de fevereiro de 2016, foram formalmente suspensas apenas dois dias depois, em 3 de fevereiro de 2016.
As conversas, preparadas pelo Grupo Internacional de Apoio à Síria (ISSG), tiveram como objetivo resolver a Guerra Civil Síria.

## Consequências
Uma nova rodada de negociações em Genebra, originalmente planejada para 8 de fevereiro de 2017, teve inicio em 23 de fevereiro de 2017.